# 노다 아키히로
노다 아키히로(일본어: 野田 明弘, 1988년 9월 5일 ~ )는 일본의 전 축구 선수이다.

## 구단 경력
과거 FC 기후, 후쿠시마 유나이티드 FC에서 활동하였다.